# Skender Kulenović
Skender Kulenović (v srbské cyrilici Скендер Куленовић, 2. září 1910 Bosanski Petrovac, Bosna a Hercegovina – 25. ledna 1978 Bělehrad, Socialistická federativní republika Jugoslávie) byl bosenskohercegovský spisovatel, básník, dramatik a prozaik bosňáckého původu.

## Biografie
Skender se narodil do rozvětvené rodiny Kulenovićů, která patřila mezi nejvlivnější muslimské velmožské rody v Bosně a Hercegovině. Spisovatelovi předci, včetně jeho otce Salih-bega, spadali do větve Alikapetanovićů, sídlící ve vsi Bara u Bosenského Petrovce. Na přelomu 19. a 20. století rodinný klan disponoval největším komplexem půdy v zemi.
Základní školu dokončil v rodném Bosenském Petrovci, ale po agrární reformě roku 1921 jeho rodina přišla o zdroj obživy a přestěhovala se do Travniku, matčina rodného města. Tam Skender externě studoval na jezuitském gymnáziu. V sedmnácti letech vydal svou první sbírku pěti sonetů Ocvale primule (Odkvetlé petrklíče, Travnik 1927) ve studentském časopisu Hrvatska vila (Chorvatská víla). Nato se roku 1930 zapsal na studium práv v Záhřebu, ale nedokončil je.
Roku 1933 vstoupil do tehdy ilegálního Svazu komunistického mládeže Jugoslávie (SKOJ) a posléze i do zakázané Komunistické strany Jugoslávie (1935). Poté se roku 1941, kdy Jugoslávie podlehla vojenské agresi Německa, společně s přáteli Hasanem Kikićem a Safetem Krupićem připojil ke komunistickému odboji. Sám se přidal k partyzánskému oddílu v rodném kraji. V letech 1943–1945 byl delegátem ZAVNOBiH.
V období těsně před začátkem druhé světové války působil v několika bosenských muslimských časopisech. Roku 1937 s Hasanem Kikićem a Safetem Krupićem založil levicově orientovaný Putokaz (Ukazatel), vydávaný v Záhřebu. V něm otiskl i svou první povídku Noć u vezirskom gradu (Noc ve vezírském městě). Do literatury ale Kulenović vstoupil s proslavenou poémou Stojanka, majka Knežopoljka (Stojanka, matka z Knežopolje, 1942, tiskem 1945 v Sarajevu, do češtiny přebásněnou Josefem Hiršalem), které se věnuje ustašovskému teroru v srbských oblastech Bosny a Hercegoviny.
Hlavní těžiště jeho tvorby, stejně jako v případě prozaiků Branka Čopiće a Derviše Sušiće, leží v beletrizaci komunistické rezistence. Za jeho vrcholné dílo je ale považován román Ponornica (Ponorná řeka, 1977), tematicky se věnující rozpadu tradiční muslimské velmožské rodiny pod vlivem modernizace za rakousko-uherské okupace Bosny a Hercegoviny.
Po skončení války se stal uznávanou osobností nové komunistické moci. Nejprve zakotvil v Sarajevu, kde vykonával post ředitele Národní divadla (1945–1947). Poté se zdržoval převážně v Bělehradě, neboť v letech 1946–1953 získal mandát v celostátním parlamentu, mezi léty 1950 a 1953 dokonce zastával funkci tajemníka parlamentu. Postupně redigoval časopisy Novo doba, Pregled, Književne novine a Nova misao. Práce v redakci periodika Nova misao, založeného počátkem roku 1953 Milovanem Đilasem, se mu však stala osudnou. Vysoký funkcionář Đilas se názorově rozešel s Titem, a tak do nemilosti upadl nejen on sám, ale i lidé jemu blízcí. Po zákazu časopisu Kulenović pracoval jako korektor v oficiálním stranickém deníku Borba (Boj). Roku 1955 se stal dramaturgem Národního divadla v Mostaru, následně roku 1970 přešel do redakce bělehradského nakladatelství Prosveta (Osvěta).
Skender Kulenović zemřel 25. ledna 1978 v Bělehradě na následky srdeční slabosti. Na jeho zdravotním stavu se zřejmě podepsalo kontroverzní rozhodnutí prestižního bělehradského společenského týdeníku NIN udělit cenu za nejlepší jugoslávský román uplynulého roku Petku Vojnićovi Purčarovi, a nikoli favorizované Ponorné řece.
Ještě za života mu vyšla Izabrana djela (Vybrané spisy, v pěti svazích Sarajevo 1971, v sedmi svazcích 1983), posmrtně pak Sabrana djela (Sebrané spisy, Sarajevo 2010).
V roli zasloužilého umělce byl přijat do Akademie věd a umění Bosny a Hercegoviny (ANUBiH), Srbské akademie věd a umění (SANU) a Jihoslovanské akademie věd a umění (JAZU, od 1991 HAZU).
Kulenović si vzal za manželku Veru Crvenčaninovou Kulenovićovou (1920–2013), první jugoslávskou režisérku a scenáristku. Vera pocházela z rodiny Jovana Crvenčanina, srbského plukovníka letectva Armády Království Jugoslávie. Pár se seznámil v odboji roku 1942 v Bosenském Petrovci. Vera byla mimo jiné editorkou manželových sebraných spisů, čtenářům také představila knihu vzpomínek Skenderova trajanja (Skenderova trvání, Bělehrad 1998 a Tuzla 2010).
Skenderův bratr Muhamed (1902–1941) byl malíř a levicový aktivista, absolvent Akademie výtvarného umění v Krakově. Po německé invazi do Jugoslávie a vzniku Nezávislého státu Chorvatsko byl zatčen ustašovci a popraven při útěku z koncentračního tábora Kerestinac 14. července 1941 v bitvě na lokalitě Stupnička.

## Dílo
- Stojanka majka Knežopoljka (Stojanka, matka z Knežopolje, Sarajevo 1945, 1967, ? 1952, 1988, 1989, Beograd 1972, Čačak 1975, Prijedor 1976, 1985, 1989, Banjaluka 1981, 1987, 1989, 2012), poéma
- A šta sad? (A co teď? Zagreb 1946, Beograd 1950), drama
- Komedije (Komedie: Djelidba, Večera, A šta sad? Sarajevo 1947), dramata
- Viđenje Jovana Ćuluma sa Čerčilovim djetetom (Setkání Jovana Ćuluma s Churchillovým dítětem, Zagreb 1948), krátká próza
- Zbor derviša (Sbor dervišů, Beograd 1949), sbírka poezie
- Večera (Večeře, Beograd 1950), drama
- Ševa (Skřivan, Beograd 1952), poéma
- Starac i dijete (Stařec a dítě, Beograd 1953), krátká próza
- Svjetlo na drugom spratu (Světlo v druhém podlaží, Beograd 1959), drama
- Poeme (Poémy, Beograd 1961, Beograd 1981), poémy
- Stojanka majka Knežopoljka i druge pesme (Stojanka, matka z Knežopolje a jiné básně, Beograd 1968, 1974, Sarajevo 1973, 1975, 1981, 1982, 1984, 1987), výbor poezie
- Soneti (Sonety, Novi Sad 1968, 1974, Mostar 1973), sonety, anglicky: Soneti = Sonnets (Sarajevo 2006, 2007)
- Pisma Jove Stanivuka (Dopisy Jova Stanivuka, Beograd 1969, 1975), sbírka poezie
- Poezija; Eseji (Poezie/Eseje, Novi Sad 1969), výbor poezie a esejů
- Izabrane pjesme (Vybrané básně, Sarajevo 1969), výbor poezie
- Izabrana djela I–V (Vybrané spisy: Pjesme, Pripovijetke, Drame, Eseji, Miscellanea, Sarajevo 1971), vybrané spisy
- Divanhana (Dívánhana, Beograd 1972), sbírka povídek
- Gromovo đule (Hromová koule, Beograd 1975, 2010, Wuppertal 1994, 2002, Sarajevo 1996, 2015, Tuzla 2013), sbírka povídek
- Ponornica (Ponorná řeka, Beograd 1977, Sarajevo 1983, 1984, 1997, 1998, 2003, 2004), román, slovensky: Ponorná rieka (Bratislava 1986)
- Kozaro, milo moje ime (Kozaro, jak jsi mi drahá, Beograd 1977), sbírka poezie
- Sabrane pjesme (Vybrané básně, Beograd 1977), sbírka poezie
- Izabrana djela I–VIII (Vybrané spisy: Pjesme, Pripovijetke, Divanhana/Gromovo Đule, Drame, Ponornica, Eseji, Miscellanea I, Miscellanea II, Sarajevo–Mostar–Banja Luka 1981), vybrané spisy
- Soneti i poeme (Sonety a poémy, Sarajevo 1983, 1988), sonety a poémy
- Pjesme; Pripovijetke (Básně/Povídky, Sarajevo 1984, 1985), výbor básní a povídek
- Pjesme; Ponornica (Básně/Ponorná řeka, Sarajevo 1991), výbor z díla
- O sonetima Skendera Kulenovića (O sonetech Skendera Kulenoviće, Ljubljana 1995), výbor sonetů
- Soneti i pripovijetke (Sonety a povídky, Sarajevo 1997), výbor sonetů a povídek
- Pjesme; Ogledi (Básně/Recenze, Sarajevo 2006), výbor básní a recenzí
- Sabrana djela I–X (Sebrané spisy: Pjesme, Ponornica, Komedije, Drame, Pripovijetke, Novele, Eseji, Gromovo đule/Zapisi, Miscellanea I, Miscellanea II, Tuzla–Sarajevo 2010), sebrané spisy